# Regina Romero (política)
Regina Romero (Somerton, Arizona; 1974) es una política estadounidense. Desde 2019 se desempeña como alcalde de la ciudad de Tucson.

## Educación y carrera
Romero se crio en Somerton, Arizona. Se graduó de Kofa High School en Yuma, Arizona, y de la Universidad de Arizona. Obtuvo un certificado de posgrado en la Escuela de Gobierno John F. Kennedy.
Romero trabajó como directora de alcance latino para el Centro para la Diversidad Biológica. Antes de su elección como alcaldesa, Romero sirvió tres términos como concejal de la ciudad de Tucson, habiendo sido elegida por primera vez para el concejo municipal en 2007.
Romero se postuló en las elecciones a la alcaldía de Tucson de 2019. Ganó las primarias demócratas en agosto de 2019, derrotando al senador estatal Steve Farley y al desarrollador Randi Dorman. Después de ganar las primarias de la alcaldía, su principal oponente en las elecciones generales fue Ed Ackerley, quien fue un demócrata durante mucho tiempo que se postuló como independiente con la esperanza de recibir votos conservadores. Romero ganó las elecciones del 5 de noviembre de 2019, con el 55.72% de los votos.
Romero es la primera mujer alcalde de Tucson, y la primera latina en ocupar el cargo desde Estevan Ochoa, quien fue alcalde entre 1875 y 1876.

## Vida personal
Romero está casada con Ruben Reyes, con quien tiene dos hijos.